# 貢氏油鯡
貢氏油鯡為輻鰭魚綱鲱形目鲱科的其中一種，分布於中西大西洋的墨西哥灣海域，棲息深度可達50公尺，體長可達30公分，棲息在沿海海域，成群活動，繁殖其在冬季至早春，以浮游生物為食，可做為食用魚。

## 擴展閱讀
維基物種上的相關：貢氏油鯡